# Sunday in the Park with George
Sunday in the Park with George è un musical di Stephen Sondheim (musiche e versi) e James Lapine, ispirato al dipinto di Georges Seurat Una domenica pomeriggio sull'isola della Grande-Jatte. Il musical si concentra sulla complessa psicologia del pittore puntinista, sulla realizzazione dell'opera e sul suo rapporto con i modelli del dipinto. La prima produzione di Broadway aprì con recensioni contrastanti nel 1984.
Il musical vinse il Premio Pulitzer per il teatro, due Tony Awards su dieci nomination (tra le quali miglior musical), otto Drama Desk Awards, due Laurence Olivier Awards per la prima produzione londinese ed altri cinque per la seconda. È stato messo in scena più volte sia a Londra che a Broadway, l'ultima delle quali nel 2017.

## Trama

### Atto I
Parigi, 1884. Georges Seurat costringe la vivace amante di lunga data Dot a posare per ore sotto il sole mentre lui prepara gli schizzi per quella che diventerà Un dimanche après-midi à l'Île de la Grande Jatte, ma la donna preferirebbe essere impegnata in attività più romantiche con l'artista, la cui assoluta dedizione per l'Arte la ingelosisce. Intanto, in una galleria d'arte, il rinomato artista Jules e la moglie Yvonne contemplano l'opera di Georges Une Baignade à Asnières, categoricamente definita piatta e senza vita. 

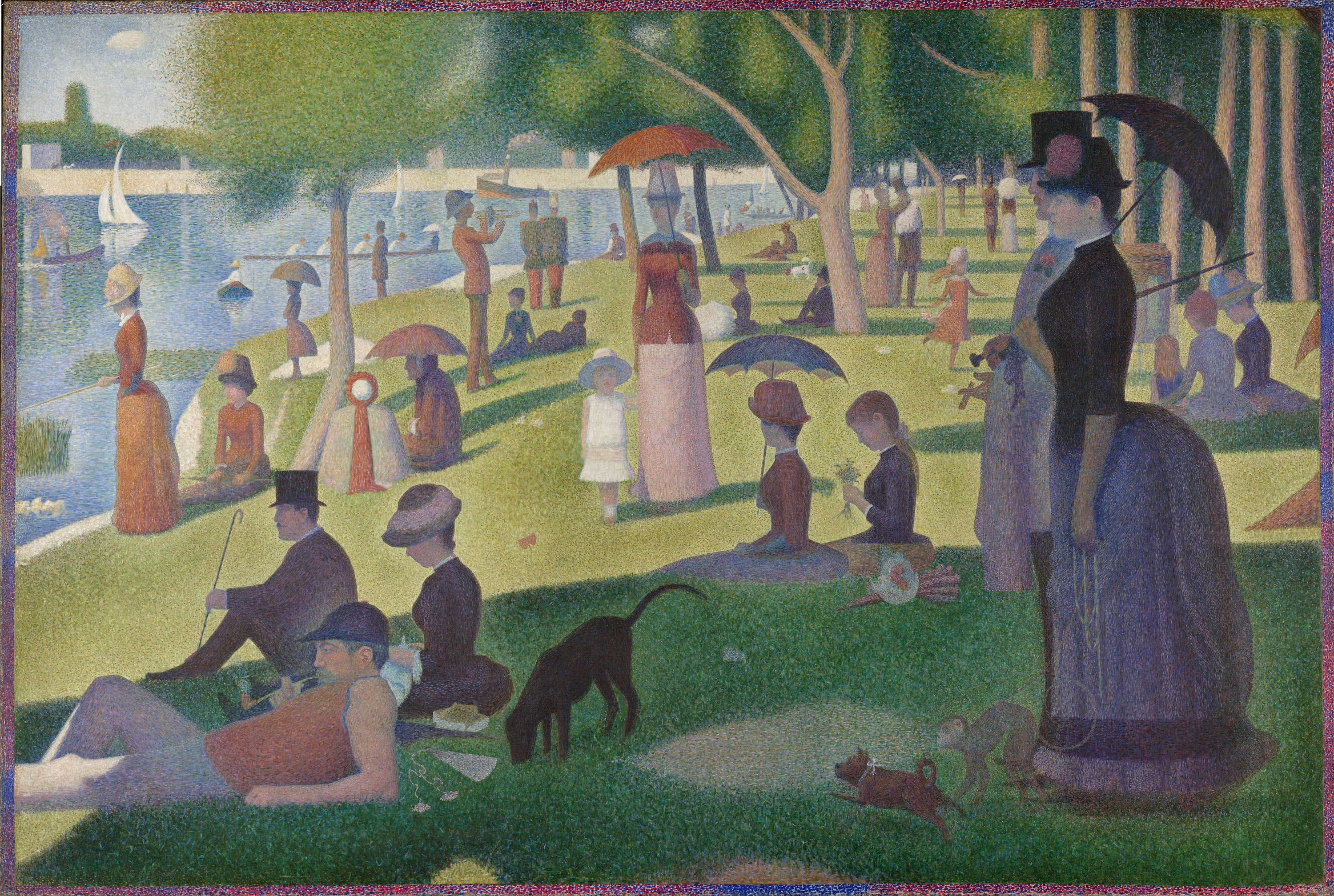
Un dimanche après-midi à l'Île de la Grande Jatte

Con il passare del tempo Dot è sempre più infastidita dall'assoluta abnegazione artistica di Georges, che la trascura e non la comprende; dopo essersi a lungo preparata e fatta bella per l'uomo, che le aveva promesso di portarla alle Folies, Georges rifiuta, preferendo continuare a occuparsi della Grande Jatte, le cui grandi dimensioni richiedono enorme lavoro. Stremata dall'apatia e dall'apparente indifferenza dell'artista, Dot lo lascia per il panettiere Louis. Entrambi soffrono per questa decisione, soprattutto Georges che canta la propria solitudine ed i sacrifici intrapresi in nome dell'Arte. Dot torna improvvisamente da Georges annunciandogli di essere incinta e di essere prossima alle nozze con Louis, alle quali sarebbe seguita la definitiva partenza della coppia per gli Stati Uniti.
La donna è interrotta dall'arrivo di Jules, interessato alla tecnica pittorica sviluppata da Seurat; i due artisti si mettono a parlarne animatamente, ignorandola, e ciò convince ulteriormente Dot dell'indifferenza dell'artista e lascia l'atelier. Sconsolato, Georges passeggia lungo la Grande Jatte, dove incontra l'anziana madre, in un momento di grande nostalgia per un passato perduto e dimenticato in una sorta di flusso di coscienza che la porta a fare importanti considerazioni sul potere eternatore dell'Arte (il tutto provocato dal fatto che dei meravigliosi alberi stiano venendo abbattuti per far posto alla “stupida torre” destinata a diventare la Tour Eiffel).
La quiete della costa dell'isola è rovinata da numerose liti scoppiate tra i presenti: Yvonne scopre i numerosi e reiterati tradimenti di Jules, una madre perde di vista la figlia, due ragazze litigano con una coppia di soldati che frequentano da qualche tempo, ecc. In mezzo al disordine, Georges sente il grido della madre “Ricorda, George!” ed il pittore blocca il momento per sempre in un gigantesco tableau vivant, una precisa copia di Un dimanche après-midi à l'Île de la Grande Jatte.

### Atto II
I personaggi, ancora bloccati nel tableau, si lamentano per la noia e il caldo e recitano un frammentario elogio per Georges, prematuramente scomparso all'età di 31 anni. La scena cambia e si trasforma in una moderna galleria d'arte nel 1984, dove George (il pronipote di Dot), anch'egli un artista, sta presentano la sua nuova opera, il Chromolume#7 (una versione in chiave moderna della Grande Jatte); insieme a lui c'è l'anziana nonna Marie, figlia di Dot.
George discute con i curatori e gli agenti della difficoltà del creare nuove opere d'arte moderna, sostenendo che sia già stato creato tutto. Marie interrompe il nipote e sostiene che loro siano i diretti discendenti di Seurat, ma il nipote la fa tacere, sostenendo che siano sciocche illazioni. Dopo poche settimane Marie muore e George è invitato dal governo francese a presentare il suo Chromolume all'isola della Grande Jatte; l'artista porta con sé un libro appartenuto alla nonna, il libro con cui Georges aveva insegnato a scrivere a Dot.
Leggendo alcune note scritte a bordo pagina, George si accorge di alcune grandi somiglianze con il presunto bisnonno e le sue angosce sono chiarite da un'apparizione di Dot, che lo esorta ad andare avanti con la propria produzione artistica indipendentemente dai giudizi degli altri. Nell'ultima pagina del libro, George trova delle parole scritte a mano da Dot, quelle che Seurat mormorava in continuazione mentre lavorava: ordine, disegno, tensione, composizione, equilibrio, luce; mentre le legge, il palco si popola delle figure che compongono il quadro, di nuovo fisse nel tableau. Infine, anch'esse lasciano la scena, ora completamente bianca, mentre George legge l'ultima annotazione di Dot: “Bianco: un foglio o una tela bianca. La sua preferita: così tante possibilità…”

## Personaggi ed interpreti
| Personaggio                | Broadway (1984)   | West End (1990)   | First West End revival (2005)                   | First Broadway revival (2008)   | New York City Center Concert (2016) | Second Broadway revival (2017) | Second West End revival (2020) |
| -------------------------- | ----------------- | ----------------- | ----------------------------------------------- | ------------------------------- | ----------------------------------- | ------------------------------ | ------------------------------ |
| Georges Seurat/George      | Mandy Patinkin    | Philip Quast      | Daniel Evans                                    | Daniel Evans                    | Jake Gyllenhaal                     | Jake Gyllenhaal                | Jake Gyllenhaal                |
| Dot/Marie                  | Bernadette Peters | Maria Friedman    | Jenna Russell                                   | Jenna Russell                   | Annaleigh Ashford                   | Annaleigh Ashford              | Annaleigh Ashford              |
| Old Lady/Blair Daniels     | Barbara Bryne     | Sheila Ballantine | Gay Soper                                       | Mary Beth Peil                  | Phylicia Rashad                     | Penny Fuller                   | N/A                            |
| Jules/Bob Greenberg        | Charles Kimbrough | Gary Raymond      | Simon Green                                     | Michael Cumpsty                 | Zachary Levi                        | Robert Sean Leonard            | N/A                            |
| Yvonne/Naomi Eisen         | Dana Ivey         | Nyree Dawn Porter | Liza Sadovy                                     | Jessica Molaskey                | Carmen Cusack                       | Erin Davie                     | N/A                            |
| Infermiera/Harriet Pawling | Judith Moore      | Nuala Willis      | Joanne Redman                                   | Anne L. Nathan                  | Lisa Howard                         | Jennifer Sanchez               | N/A                            |
| Soldato/Alex               | Robert Westenberg | Nicolas Colicos   | Christopher Colley                              | Santino Fontana                 | Claybourne Elder                    | Claybourne Elder               | N/A                            |
| Celeste #1                 | Melanie Vaughan   | Megan Kelly       | Sarah French Ellis                              | Brynn O'Malley                  | Solea Pfeiffer                      | Ashley Park                    | N/A                            |
| Celeste #2                 | Mary D'Arcy       | Clare Burt        | Kaisa Hammarlund                                | Jessica Grové                   | Lauren Worsham                      | Jenni Barber                   | N/A                            |
| Mr.                        | Frank Kopyc       | Matt Zimmerman    | Mark McKerracher                                | Ed Dixon                        | Brooks Ashmanskas                   | Brooks Ashmanskas              | N/A                            |
| Mrs.                       | Judith Moore      | Vivienne Martin   | Joanne Redman                                   | Anne L.Nathan                   | Liz McCartney                       | Liz McCartney                  | N/A                            |
| Franz                      | Brent Spiner      | Michael O'Connor  | Steven Kynman                                   | David Turner                    | Gabriel Ebert                       | David Turner                   | N/A                            |
| Freida                     | Nancy Opel        | Di Botcher        | Anna Lowe                                       | Stacie Morgain Lewis            | Ruthie Ann Miles                    | Ruthie Ann Miles               | N/A                            |
| Barcaiolo                  | William Parry     | Michael Atwell    | Alasdair Harvey                                 | Alexander Gemignani             | Phillip Boykin                      | Phillip Boykin                 | N/A                            |
| Louise                     | Danielle Ferland  | Ann Gosling       | Lauren Calpin / Georgina Hendry / Natalie Paris | Kelsey Fowler / Alison Horowitz | Gabriella Pizzolo                   | Mattea Conforti                | N/A                            |
| Louis                      | Cris Groenendaal  | Aneriin Huws      | Ian McLarnon                                    | Drew McVety                     | Jordan Gelber                       | Jordan Gelber                  | N/A                            |

Anche gli attori che nel primo atto ricoprono i ruoli di Celeste #1, Celeste #2, Mr., Mrs., Freida, Barcaiolo e Louis ricoprono ruoli diversi nel secondo atto. Il numero totale di attori e le combinazioni dei ruoli variano in base alla produzione.

## Ideazione
Dopo il flop di Merrily We Roll Along nel 1981, chiuso dopo solo sedici repliche, Sondheim decise di lasciare il teatro musicale per scrivere un romanzo. James Lapine lo convinse a tornare, dopo che i due avevano visto insieme il dipinto Una domenica pomeriggio sull'isola della Grande-Jatte, capolavoro del pittore puntinista Georges Seurat. Lapine fece notare a Sondheim che al quadro mancava solo la figura dell'autore: questo spinse i due ad informarsi sul pittore e a scrivere qualcosa su di lui, oltre che una meditazione sull'arte e sulla sua emotività.
Il musical è incentrato sulla figura di Seurat: nessuso dei suoi figli sopravvisse all'infanzia e non ebbe mai nipoti. La sua amante, Madeleine Knobloch, gli diede due figli (uno dei quali dopo la morte del pittore), ma non si trasferì poi in America come Dot, morendo invece di cirrosi a trentacinque anni.

## Produzioni

### Off-Broadway
Il musical debuttò al Playwrights Horizons nell'Off-Broadway nel luglio 1983, dove rimase in scena per un totale di venticinque repliche. Solo il primo atto fu messo in scena e anche questo era in corso di revisione. Solo nelle ultime tre repliche fu messa in scena l'intera opera, apprezzata a tal punto dal compositore Leonard Bernstein da scrivere una lettera per complimentarsi con Sondheim.. Facevano parte del cast originale: Mandy Patinkin (George), Bernadette Peters (Dot), Kelsey Grammer (Ragazzo/soldato), Mary Elizabeth Mastrantonio (Celeste #2), Carmen Mathews (Old Lady) e Christine Baranski (Clarisse); gli ultimi tre lasciarono la compagnia prima del debuttò a Broadway.

### Broadway
La produzione fu trasferita al Booth Theatre di Broadway il 2 maggio 1984; le modifiche al testo e alla musica terminarono solo qualche giorno prima del debutto ufficiale. La regia era di James Lapine, i costumi di Patricia Zipprodt e Ann Hould-Ward, le scenografie di Tony Straiges e le luci di Richard Nelson. Bernadette Peters e Mandy Patinkin ripresero i loro ruoli principali. Nonostante le critiche contrastanti , il musical rimase in scena per un totale di 604 repliche, chiudendo il 13 ottobre 1985 e venendo candidato a dieci Tony Awards (tra i quali miglior musical, miglior regia e colonna sonora), vincendone due: miglior scenografia e migliori luci. La maggior parte dei Tony Awards andarono a La Cage aux Folles, nuovo musical di Jerry Herman. Il musical vinse anche otto Drama Desk Awards su tredici candidature ed il Premio Pulitzer per il teatro (vinto in totale da soli otto musical). Il ruolo di George è stato ricoperto anche da Robert Westenberg, Cris Groenendaal e Harry Groener, quello di Dot/Marie da Joanna Glushak, Betsy Joslyn e Maryann Plunkett.
Il 15 marzo 1994 il cast originale si riunì in un concerto di beneficenza per festeggiare il decimo anniversario del musical.

### Londra
Il musical ebbe la sua prima londinese il 15 marzo 1990 al National Theatre, dove rimase in scena per un totale di 117 repliche. Philip Quast interpretava George, mentre Maria Friedman ricoprì il ruolo di Dot. Il musical fu nominato a sei Laurence Olivier Awards, vincendone due.

### Revival del West End
Il primo revival londinese del musical è stato messo in scena alla Menier Chocolate Factory il 14 novembre 2005, chiudendo alcuni mesi dopo, 17 marzo 2006. La partitura era stata radicalmente riorchestrata da Jason Carr; Daniel Evans e Anna Jane Casey ricoprivano i ruoli principali, diretti da Sam Buntrock. Questa produzione è stata portata al Wyndham's Theatre nel West End il 23 maggio 2006, dove rimase in scena fino al 6 settembre dello stesso anno. La Cassey era stata sostituita da Jenna Russell. La produzione è stata nominata a sei Laurence Olivier Awards, vincendone cinque (tra i quali miglior revival, attore e attrice). Il cast incise anche una nuova versione integrale dell'opera, la prima dopo quella del cast originale.

### Revival di Broadway
La produzione londinese del 2007 è stata riproposta a Broadway nel 2008, prodotta dalla Roundabout Theatre Company e messa in scena allo Studio 54. Facevano parte del cast: Daniel Evans (George), Jenna Russell (Dot/Marie), Mary Beth Peil (Old Lady), Alexander Gemignani (Barcaiolo) e Santino Fontana (Soldato). Il musical ha replicato dal 25 gennaio al 29 giugno 2008 ed è stato candidato a nove Tony Awards.

### Concerto di New York
Il City Center! di New York ha messo in scena una versione concertistica del musical per quattro performance dal 24 al 26 ottobre 2016. Sarah Lapine, la nipote del librettista e regista originale del musical, ha curato la regia della produzione. Facevano parte del cast: Jake Gyllenhaal (Georges), Annaleigh Ashford (Dot/Marie), Phylicia Rashād (Old Lady), Zachary Levi (Jules), Carmen Cusack (Yvonne), Ruthie Ann Miles (Frieda) e Gabriel Ebert.

### Revival di Broadway
Il concerto della City Center! diretto da Sarah Lapine viene riproposto per dieci settimane all'Hudson Theatre di Broadway a partire dal 23 febbraio 2017. Jake Gyllenhaal (George), Annaleigh Ashford (Dot/Marie), Brooks Ashmanskas (Mr./Charles), Phillip Bokyn (Barcaiolo/Lee), Claybourne Elder (Soldato/Alex), Liz McCartney (Mrs./Harriet), Ruthie Ann Miles (Frieda/Betty), Jordan Gelber (Louis/Billy), Max Chernin, Michael McElroy e Jaimie Rosnstein interpretano nuovamente i ruoli già interpretati nell'ottobre 2016. Si uniscono invece al cast Penny Fuller (Old Lady), Robert Sean Leonard (Jules/Bob), Erin Davie (Yvonne/Naomi), Ashley Park (Celeste#1/Cameriera), Jenni Barber (Celeste#2/Elaine), Mattea Marie Conforti (Louise), Jennifer Sanchez (Infermiera), David Turner (Franz/Dennis) e MaryAnn Hu.

## Numeri musicali
Atto I
- "Sunday in the Park with George" – Georges e Dot
- "No Life" – Jules, Yvonne
- "Color and Light" – Dot, Georges
- "Gossip" – Celeste #1, Celeste #2, Barcaiolo, Infermiera, Old Lady, Jules, Yvonne
- "The Day Off" – Cast
- "Everybody Loves Louis" – Dot
- "The One on the Left" – Soldato, Celeste #1, Celeste #2, Georges
- "Finishing the Hat" – Georges
- "We Do Not Belong Together" – Dot, Georges
- "Beautiful" – Old Lady, Georges
- "Sunday" – Cast

Atto II
- "It's Hot Up Here" – Cast
- "Chromolume #7" - Orchestra
- "Putting It Together" – Cast
- "Children and Art" – Marie
- "Lesson #8" – George
- "Move On" – George, Dot
- "Sunday" (Reprise) – Cast

## Riconoscimenti

### Broadway
| Anno | Premio                               | Categoria                                      | Candidato                          | Risultato       |
| ---- | ------------------------------------ | ---------------------------------------------- | ---------------------------------- | --------------- |
| 1984 | Drama Desk Award                     | Miglior Musical                                | Miglior Musical                    | Vincitore/trice |
| 1984 | Drama Desk Award                     | Miglior libretto                               | James Lapine                       | Vincitore/trice |
| 1984 | Drama Desk Award                     | Miglior attore protagonista musical            | Mandy Patinkin                     | Candidato/a     |
| 1984 | Drama Desk Award                     | Migliore attrice protagonista in un musical    | Bernadette Peters                  | Candidato/a     |
| 1984 | Drama Desk Award                     | Miglior attore non protagonista in un musical  | Charles Kimbrough                  | Candidato/a     |
| 1984 | Drama Desk Award                     | Miglior regia di un musical                    | James Lapine                       | Vincitore/trice |
| 1984 | Drama Desk Award                     | Migliori orchestrazioni                        | Michael Starobin                   | Vincitore/trice |
| 1984 | Drama Desk Award                     | Migliori versi                                 | Stephen Sondheim                   | Vincitore/trice |
| 1984 | Drama Desk Award                     | Miglior colonna sonora                         | Stephen Sondheim                   | Candidato/a     |
| 1984 | Drama Desk Award                     | Migliori costumi                               | Patricia Zipprodt e Ann Hould-Ward | Candidato/a     |
| 1984 | Drama Desk Award                     | Miglior Lighting Design                        | Richard Nelson                     | Vincitore/trice |
| 1984 | Drama Desk Award                     | Miglior scenografia                            | Tony Straiges                      | Vincitore/trice |
| 1984 | Drama Desk Award                     | Migliori effetti speciali                      | Bran Ferren                        | Vincitore/trice |
| 1984 | Tony Award                           | Miglior musical                                | Miglior musical                    | Candidato/a     |
| 1984 | Tony Award                           | Migliore colonna sonora originale              | Stephen Sondheim                   | Candidato/a     |
| 1984 | Tony Award                           | Miglior libretto                               | James Lapine                       | Candidato/a     |
| 1984 | Tony Award                           | Miglior attore protagonista in un musical      | Mandy Patinkin                     | Candidato/a     |
| 1984 | Tony Award                           | Miglior attrice protagonista in un musical     | Bernadette Peters                  | Candidato/a     |
| 1984 | Tony Award                           | Miglior attrice non protagonista in un musical | Dana Ivey                          | Candidato/a     |
| 1984 | Tony Award                           | Migliori costumi                               | Patricia Zipprodt e Ann Hould-Ward | Candidato/a     |
| 1984 | Tony Award                           | Regia di un musical                            | James Lapine                       | Candidato/a     |
| 1984 | Tony Award                           | Miglior scenografia                            | Tony Straiges                      | Vincitore/trice |
| 1984 | Tony Award                           | Miglior Lighting Design                        | Richard Nelson                     | Vincitore/trice |
| 1984 | New York Drama Critics' Circle Award | Miglior musical                                | Miglior musical                    | Vincitore/trice |
| 1985 | Premio Pulitzer                      | Premio Pulitzer per la Drammaturgia            | Stephen Sondheim e James Lapine    | Vincitore/trice |

### West End
| Anno | Premio                 | Categoria                     | Candidato       | Risultato       |
| ---- | ---------------------- | ----------------------------- | --------------- | --------------- |
| 1991 | Laurence Olivier Award | Miglior Musical               | Miglior Musical | Vincitore/trice |
| 1991 | Laurence Olivier Award | Miglior attore in un musical  | Philip Quast    | Vincitore/trice |
| 1991 | Laurence Olivier Award | Migliore regia di un musical  | Steven Pimlott  | Candidato/a     |
| 1991 | Laurence Olivier Award | Miglior attrice in un musical | Maria Friedman  | Candidato/a     |
| 1991 | Laurence Olivier Award | Migliori costumi              | Tom Cairns      | Candidato/a     |
| 1991 | Laurence Olivier Award | Miglior scenografia           | Tom Cairns      | Candidato/a     |

### Revival del West End
| Anno | Premio                        | Categoria                     | Candidato                          | Risultato       |
| ---- | ----------------------------- | ----------------------------- | ---------------------------------- | --------------- |
| 2005 | Critics' Circle Theatre Award | Miglior scenografia           | Timothy Bird e David Farley        | Vincitore/trice |
| 2007 | Laurence Olivier Award        | Miglior revival               | Miglior revival                    | Vincitore/trice |
| 2007 | Laurence Olivier Award        | Miglior attore in un musical  | Daniel Evans                       | Vincitore/trice |
| 2007 | Laurence Olivier Award        | Miglior attrice in un musical | Jenna Russell                      | Vincitore/trice |
| 2007 | Laurence Olivier Award        | Miglior scenografia           | Timothy Bird e David Farley        | Vincitore/trice |
| 2007 | Laurence Olivier Award        | Migliori luci                 | Natasha Chivers and Mike Robertson | Vincitore/trice |
| 2007 | Laurence Olivier Award        | Miglior regia                 | Sam Buntrock                       | Candidato/a     |

### Revival di Broadway
| Anno | Premio                     | Categoria                                 | Candidato                                    | Risultato       |
| ---- | -------------------------- | ----------------------------------------- | -------------------------------------------- | --------------- |
| 2008 | Drama League Award         | Miglior revival di un musical             | Miglior revival di un musical                | Candidato/a     |
| 2008 | Drama League Award         | Miglior performance                       | Daniel Evans                                 | Candidato/a     |
| 2008 | Drama League Award         | Miglior performance                       | Jenna Russell                                | Candidato/a     |
| 2008 | Drama Desk Award           | Miglior revival di un musical             | Miglior revival di un musical                | Candidato/a     |
| 2008 | Drama Desk Award           | Miglior attore in un musical              | Daniel Evans                                 | Candidato/a     |
| 2008 | Drama Desk Award           | Miglior attrice in un musical             | Jenna Russell                                | Candidato/a     |
| 2008 | Drama Desk Award           | Miglior regia di un musical               | Sam Buntrock                                 | Candidato/a     |
| 2008 | Drama Desk Award           | Migliori orchestrazioni                   | Jason Carr                                   | Vincitore/trice |
| 2008 | Drama Desk Award           | Miglior Lighting Design                   | Ken Billington                               | Candidato/a     |
| 2008 | Drama Desk Award           | Migliori strumenti video                  | Timothy Bird e The Knifedge Creative Network | Vincitore/trice |
| 2008 | Outer Critics Circle Award | Miglior revival di un musical             | Miglior revival di un musical                | Candidato/a     |
| 2008 | Outer Critics Circle Award | Miglior attore                            | Daniel Evans                                 | Candidato/a     |
| 2008 | Outer Critics Circle Award | Miglior scenografia                       | Timothy Bird e David Farley                  | Vincitore/trice |
| 2008 | Outer Critics Circle Award | Migliori costumi                          | David Farley                                 | Candidato/a     |
| 2008 | Outer Critics Circle Award | Miglior Lighting Design                   | Ken Billington                               | Vincitore/trice |
| 2008 | Tony Award                 | Miglior revival di un musical             | Miglior revival di un musical                | Candidato/a     |
| 2008 | Tony Award                 | Miglior attore protagonista in un musical | Daniel Evans                                 | Candidato/a     |
| 2008 | Tony Award                 | Migliore attrice in un musical            | Jenna Russell                                | Candidato/a     |
| 2008 | Tony Award                 | Miglior regia di un musical               | Sam Buntrock                                 | Candidato/a     |
| 2008 | Tony Award                 | Migliori orchestrazioni                   | Jason Carr                                   | Candidato/a     |
| 2008 | Tony Award                 | Migliore scenografia                      | Timothy Bird e David Farley                  | Candidato/a     |
| 2008 | Tony Award                 | Migliori costumi                          | David Farley                                 | Candidato/a     |
| 2008 | Tony Award                 | Miglior Lighting Design                   | Ken Billington                               | Candidato/a     |
| 2008 | Tony Award                 | Miglior Sound Design                      | Sebastian Frost                              | Candidato/a     |